# 捷季安娜·奥斯塔先科
捷季安娜·尼古拉耶夫娜·奥斯塔先科（烏克蘭語：Тетяна Миколаївна Остащенко；1974年8月—）又譯特蒂亚娜·尼古拉耶夫娜·奥斯塔什琴科，是乌克兰军医和少将。曾在2021年至2023年11月担任乌克兰医疗部队司令部司令官。她也是乌克兰历史上首位指挥军事部门的女性，也是首位获得少将和准将军衔的女性。

## 生平
1974年8月，捷季安娜·奥斯塔先科出生于利沃夫。
1996年，她以优异的成绩从丹尼洛·哈利茨基利沃夫国立医科大学（药学系）毕业。1998年，奥斯塔先科乌克兰军事医学院毕业。
2020年，她在克兰菲尔德大学完成了国防和安全部门改革以及管理战略领导课程。

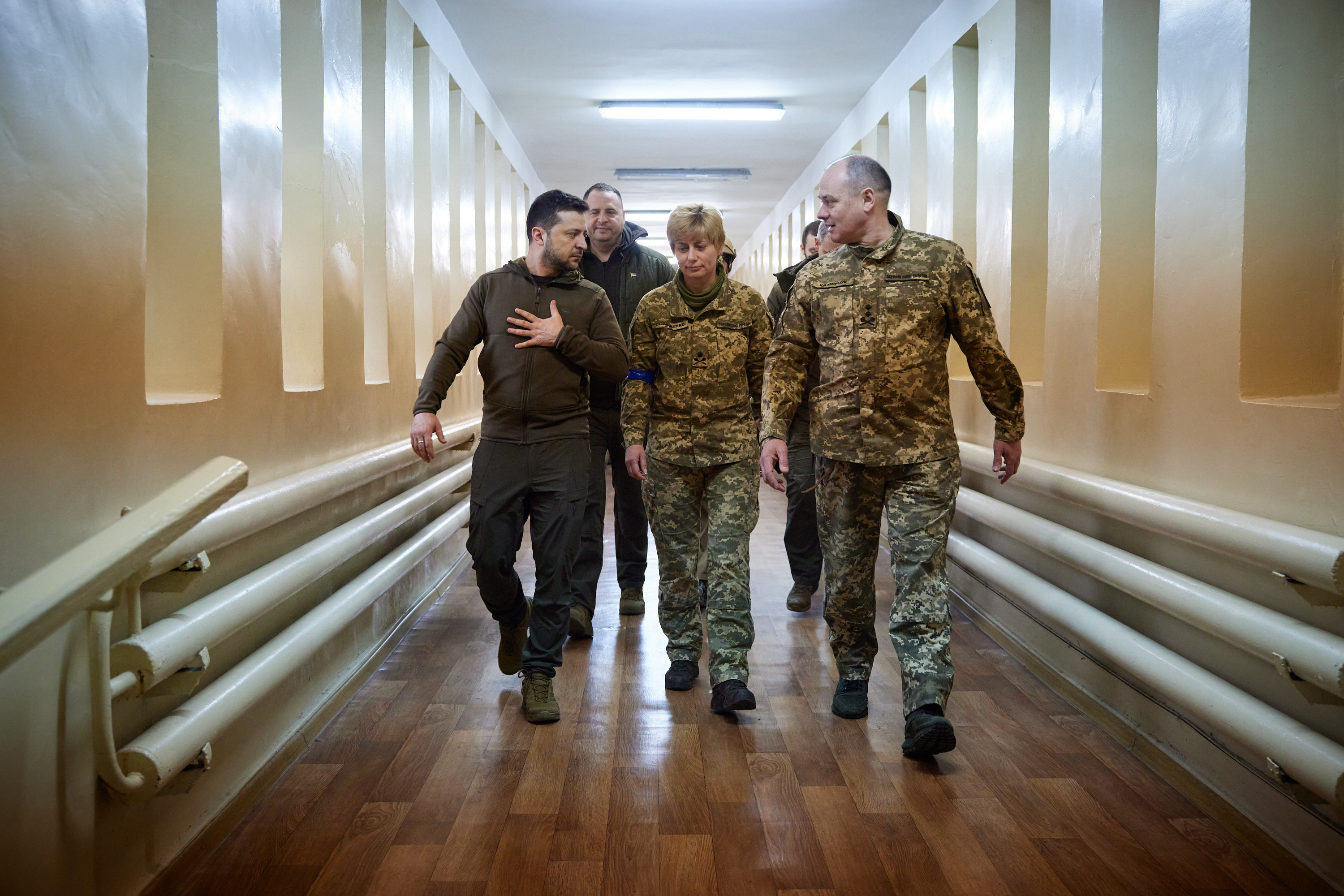
与乌克兰总统弗拉基米尔·泽连斯基及其他高官前往一家军事医院，探望在俄罗斯入侵乌克兰期间受伤的乌克兰士兵。

2021年7月，她被任命为乌克兰武装部队医疗司令部司令官。捷季安娜·奥斯塔先科成为乌克兰历史上首位担任军种司令的女性，也是首位获得准将军衔的女性。
2022年6月17日，她晋升为少将。
2023年11月19日，乌克兰总统泽连斯基解除捷季安娜·奥斯塔先科的职务由阿纳托利·卡兹米尔丘克接任。